# Ethnikos Assia
Ethnikos Assia Football Club (Grieks: Εθνικός 'Ασσιας) is een Cypriotische voetbalclub.
De club werd in 1966 opgericht in Famagusta, dat nu deel uitmaakt van de Turkse Republiek Noord-Cyprus, maar verhuisde in 1974 na de Turkse invasie naar Nicosia.
Anno 2012 speelt de club haar thuiswedstrijden in Makario, waar het stadion plaats biedt aan zo'n 16.000 toeschouwers.